# A Mid-Childhood Night's Dream
«A Mid-Childhood Night's Dream» (titulado «Sueño de una noche de infancia» en Hispanoamérica y «El sueño de una noche de niñez intermedia» en España) es el segundo episodio de la trigésimo quinta temporada de la serie de televisión animada estadounidense Los Simpson, y el 752 en total. Se emitió en los Estados Unidos en Fox el 8 de octubre de 2023. El episodio fue dirigido por Matthew Faughnan y escrito por Carolyn Omine.
En este episodio, Marge experimenta pavor por el inminente final de la infancia de Bart mientras Bart y Lisa participan en un evento escolar. Kerry Washington actuó como invitada en el papel de Rayshelle Peyton. El episodio recibió críticas positivas.

## Trama
Homer y Marge juegan a las burbujas con Bart, de 5 años, y Lisa, de 3, en el patio trasero. De repente, Bart se queda atrapado en una burbuja gigante y estalla, haciendo que Marge grite de horror. Marge se despierta de su sueño en mitad de la noche, pálida y sudorosa. Homer se da cuenta de que Marge está enferma y le dice que no debería ir al Bounce-A-Thon de la Escuela Primaria de Springfield, pero Marge insiste en ir. Marge vuelve a dormirse y tiene otro sueño en el que lleva a Bart a su primer día de guardería. Marge intenta darle a Bart el jersey que olvidó, sólo para descubrir que de repente ha envejecido hasta convertirse en un adolescente. Marge se encuentra entonces en el desierto hablando con Homer, que se parece a una nutria. Entonces se da cuenta de que está soñando y se pregunta por qué tiene pesadillas con Bart. Su «Lisa interior» le explica los «sueños de Lucy» y cómo le preocupa que Bart crezca. Otter-Homer la lleva al recuerdo de ella quitando una astilla de la mano de Bart mientras se sorprendía de cómo su mano crecía. Entonces se encuentra en la consulta de un terapeuta hablando de cómo Bart está creciendo, sólo para darse cuenta de que sigue soñando, ya que la «terapeuta» es una Lisa de 18 meses.
Marge se despierta por la mañana y anuncia que va a venir al Bounce-A-Thon, sólo para descubrir que Homer ya ha preparado los aperitivos para el Bounce-A-Thon. Homer lleva a Marge a su dormitorio para que descanse, momento en el que Bart revela que odia el Bounce-A-Thon y que sólo va a burlarse de él. Marge comprende lo maduro que es Bart y se queda dormida. De vuelta en sus sueños, Marge sigue preocupada porque Bart está creciendo y ya no la necesita, y porque es cuestión de tiempo que Lisa y Maggie también crezcan. Homer (como un perro) consuela a Marge y le asegura que no necesita estar triste por eso ahora porque aún no ha sucedido. Para probar su punto, la lleva de vuelta a la mañana y le muestra cómo a Lisa todavía le encanta el Bounce-A-Thon y se emocionó cuando Marge le dijo que iba a venir.
Marge se despierta y decide ir al Bounce-A-Thon para apoyar a Lisa a pesar de su enfermedad. Vomita en el coche y tiene que montar en patinete para llegar al Bounce-A-Thon, parando a vomitar por el camino. Llega a tiempo a la escuela primaria de Springfield y aprovecha su enfermedad para que los demás padres le abran paso. Intenta hacerle una foto a Lisa, pero se desmaya por el olor a perritos calientes que le ha sentado mal. Se despierta en la enfermería y se da cuenta de que tiene que aceptar que Bart está creciendo. Totalmente recuperada, vuelve a la carrera y le hace una foto a Bart sujetando dos pelotas saltarinas para que parezca que está enseñando el culo y se siente orgullosa de él.

## Producción
La guionista Carolyn Omine escribió este episodio mientras enviaba a su hijo a la universidad. Kerry Washington reedita su papel de Rayshelle Peyton. Washington también puso voz al locutor de la tienda de comestibles en el sueño de Marge. El episodio se adelantó en un extenso tráiler de la trigésimo quinta temporada, el 11 de septiembre de 2023.